# Iorgos Tussas
Iorgos Tussas (grec: Γιώργος Τούσσας) (nascut el 8 de setembre de 1954) és un polític grec i membre del Parlament Europeu pel Partit Comunista de Grècia, part de l'Esquerra Unida Europea-Esquerra Verda Nòrdica. Va néixer a Kilada.
Al Parlament Europeu és membre de la Comissió de Transports i Turisme, la Delegació a la Comissió Parlamentària Mixta UE-Antiga República Iugoslava de Macedònia (avui, Macedònia del Nord) i de la Delegació per a les Relacions amb el Consell Legislatiu Palestí. Com a diputat, està en la Comissió d'Ocupació i Assumptes Socials, de la Delegació a l'Assemblea Parlamentària Paritària ACP-UE i la delegació de l'Assemblea Parlamentària de la Unió per la Mediterrània.